# James Nachtwey
James Nachtwey (né le 14 mars 1948 à Syracuse dans l'État de New York) est un photographe de guerre et photojournaliste américain.
Considéré comme l'un des plus grands photographes de guerre de notre époque, il a été blessé par balle à la jambe à Bangkok en 2014.
Il a sillonné le globe pendant près de 20 ans et a couvert quasiment tous les conflits (Afghanistan, Bosnie-Herzégovine, Rwanda, Salvador, Irlande du Nord, Kurdistan, Somalie et Afrique du Sud).

## Biographie
James Nachtwey est né le 14 mars 1948 à Syracuse dans l'État de New York, aux États-Unis. Il étudie l'histoire de l'art et les sciences politiques au Dartmouth College, l'une des plus prestigieuses universités des États-Unis, puis il se décide à opter pour la photographie.
Après plusieurs emplois, il sera assistant d'un rédacteur d'actualités chez NBC à New York, puis en 1976, James Nachtwey devient photographe local au Nouveau-Mexique. C'est en 1980 qu'il retourne à New York et devient photographe indépendant.
Il a travaillé pour l'agence Black Star de 1980 à 1985. En 1981, il couvre pour cette agence les tensions d'Irlande du Nord, notamment à Belfast, ce qui sera le tremplin de sa carrière internationale. 
De 1986 à 2001, il est membre de l'agence Magnum
Il quitte cette agence en 2001 pour créer avec six autres photographes l'Agence VII.
En août 2011, après une carrière qui fait de lui l'un des photo-reporters les plus célèbres du monde, James Nachtwey annonce à la surprise générale son départ de l'Agence VII,.
Le 1er février 2014, il est légèrement blessé à la jambe par une balle à Bangkok.
En 2016, il reçoit le prix Princesse des Asturies en Communications et Humanités.

## Publications
- 1989 : Deeds of War, (Thames and Hudson) -  (ISBN 0-500-54152-3)
- 1997 : Ground Level, (Massachusetts College of Art) -  (ISBN 0-962-89056-1)
- 1998 : Civil Wars, (Mosaik Verlag) -  (ISBN 3-570-12021-X)
- 2000 : Inferno (Phaïdon) -  (ISBN 0-7148-3815-2)
- 2001 : L'Occhio testimone (Contrasto) -  (ISBN 8-886-98227-5)

## Récompenses et distinctions
- Deux fois le prix World Press Photo (1992 et 1994)
- Cinq fois le prix Robert Capa Gold Medal (1983, 1984, 1986, 1994 et 1998)
- Trois fois l'Infinity Award du Centre international de la photographie de New York
- Deux fois le prix Bayeux-Calvados des correspondants de guerre (1996 et 1999)
- Six fois nommé aux États-Unis comme le photographe de magazine de l'année
- 1993 : Prix W. Eugene Smith
- 2004 : Lucie Award du photojournalisme
- 2007 : TED Prize
- 2012 : prix Dresde

## Exposition
- Maison européenne de la photographie, Paris, 30 mai 2018 - 29 juillet 2018

### Filmographie
- (en) War Photographer, un documentaire sur James Nachtwey réalisé par Christian Frei. 2001, 96 min.